# Hilde Winters
Hilde Winters (Emmen, 9 januari 1990) is een Nederlands voetballer die sinds 2012 speelt voor SV Meppen.

## Carrière
Na voor SC Angelslo in de Eerste klasse gespeeld te hebben maakte Winters in 2010, met haar tweelingzus Wilma, de overstap naar sc Heerenveen uit de Eredivisie Vrouwen. In de zomer van 2012 vertrok Winters na twee seizoenen bij sc Heerenveen en tekende ze met ploeggenoot Nangila van Eyck bij het Duitse SV Meppen.
Op 9 mei 2013 in de wedstrijd tegen Leipzig scheurde ze haar voorste kruisband af in haar linkerknie. Negen maanden later, begin februari 2014, maakte ze haar rentree.

## Trivia
- In 2012 was Winters finalist in de Miss Drenthe verkiezing.[3]